# Ullahpara
Ullahpara (en bengali : উল্লাপাড়া) est une upazila du Bangladesh dans le district de Sirajganj. En 1991, on y dénombrait 399 074 habitants.